# القلم والمحنة (مسلسل)
القلم والمحنة مسلسل تاريخي عراقي من إنتاج المركز الإعلامي للإنتاج والتوزيع الفني عُرض سنة 2000. ألّفه الكاتب فاروق محمد، وأخرجه قحطان عبد الجليل. وقام ببطولته كل من سامي قفطان وبهجت الجبوري وعواطف السلمان. أدار التصوير شكيب رشيد والمونتاج حيدر الياسري ووضع الموسيقى التصويرية سهيل شوقي والتصوير جعفر عزيز والإنارة كامل حسن وكاظم رسن والصوت فؤاد رضا.

## قصة العمل
يغطى المسلسل الفترة التاريخية خلال الخلافة العباسية, بين الخليفة العباسي المقتدر بالله (316هـ، 928م) والخليفة العباسي الراضي. ويتحدث المسلسل عن الوزير الخطاط ابن مقلة (وقام بتجسيد شخصيته الممثل سامي قفطان) وعمله في بلاط الخلفاء العباسيين واختراعه الخطوط التي تُنسَب لابن مقلة (الثُّلُث، المحقَّق، النسخ، الريحاني، الرِّقاع، التوقيع). وكيف أدى أستيزاره من قبل الخليفة المقتدر بالله, ودخوله الصراع السياسي المحتدم في تلك الفترة إلى أن تآمر عليه محمد بن رائق عند الخليفة الراضي فقطعوا يمينه (326هـ، 938م)، وقد قال مقولته «قد خدمت بها الخلافة ثلاث دفعات لثلاثة من الخلفاء، وكتبت بها القرآن الكريم دفعتين، ثم تقطع كما تقطع أيدي اللصوص؟» فكان يكتب بيسراه ثم قُطِعَ لسانه في محبسه حتى توفي.

## طاقم التمثيل
- سامي قفطان
- بهجت الجبوري
- عواطف السلمان
- كريم عواد
- عبد الخالق المختار
- تمارا محمود
- سمر محمد
- انعام الربيعي[7]
- آمال ياسين
- محمد هاشم
- غالب جواد
- أياد صلاح
- فلاح ابراهيم[8]
- عبد الجبار الشرقاوي
- هاشم أبو عراق[9]
- فلاح البياتي[10]
- زياد الهلالي
- كاظم القريشي
- نجلاء فهمي

## وصلات خارجية
- القلم والمحنة (مسلسل) على موقع IMDb (الإنجليزية)
- القلم والمحنة (مسلسل) على موقع قاعدة بيانات الأفلام العربية
- القلم والمحنة (مسلسل) على موقع قاعدة بيانات الفيلم (الإنجليزية)